# .krd
.krd è un dominio di primo livello generico amministrato dal Governo Regionale del Kurdistan.